# Azrael

Îngerul Morții de Evelyn De Morgan, 1881

Azrael (în ebraica biblică עזראל) este un înger în religiile avraamice. El este de multe ori identificat cu Îngerul Morții din Biblia ebraică.:64–65
Numele său evreiesc poate fi tradus ca „Ajutorul lui Dumnezeu”, „Ajutor de la Dumnezeu” sau „Cel pe care îl ajută Dumnezeu”.:64–65 Numele său este ortografiat Azrael în Chambers Dictionary. Coranul se referă la un "مَلَكُ المَوْتِ" (Malak Al-Mawt sau „Înger al Morții”), care corespunde cu termenul ebraic Malach ha-Mawet în literatura rabinică. Numele său este scris, potrivit tradiției islamice arabe, în alfabetul arab ca ʿAzrāʾīl (în arabă عزرائيل).

## Context
În funcție de perspectivele și preceptele diferitelor religii în care apare, Azrael poate fi descris ca locuind în Al treilea cer.:288 Într-o descriere, el are patru fețe și patru mii de aripi, iar tot corpul său este format din ochi și limbi ale căror număr corespunde cu numărul de persoane care locuiesc pe Pamânt. El va fi ultima persoană care va muri, având misiunea de a înregistra și șterge în mod constant într-o carte mare numele oamenilor la naștere și respectiv la moarte.

## În iudaism
În misticismul evreiesc, el este menționat în mod obișnuit ca „Azriel” (în ebraica biblică עזריאל), nu „Azrael”. Zoharul, cartea sfântă a tradiției mistice evreiești a Cabalei, conține o reprezentare pozitivă a lui Azriel. El este considerat a fi un comandant de rang înalt al îngerilor lui Dumnezeu.

### În cultura populară
Cultura populară folosește, de asemenea, termenul de Înger al Morții pentru a descrie indivizi și sisteme. Azrael este, de asemenea, un personaj popular care-l ajută pe Batman în benzile desenate ale DC Comics.

## În creștinism
Nu există nici o referire la Azrael în Biblie și el nu este privit ca o figură canonică sau necanonică în creștinism. Cu toate acestea, o poveste din Apocalipsa lui Ezdra (o carte considerată necanonic de Bisericile Catolice, Protestante și de majoritatea Bisericilor Ortodoxe), care face parte din scrierile apocrife, conține povestea unui scrib și judecător pe nume Ezra (a nu se confunda cu personajul biblic Ezra), scris uneori, de asemenea, „Azra” în mai multe limbi. Azra a fost vizitat de arhanghelul Uriel și i s-a dat o listă de legi și de pedepse pe care trebuia să le respecte și să le aplice în calitate de judecător peste poporul său. Azra a fost menționat mai târziu în scrierile apocrife ca intrând în Rai „fără să simtă gustul morții”. În funcție de diferitele puncte de vedere religioase creștine, s-ar putea spune că Ezra a dobândit un statut angelic. Adăugarea sufixului „el” la numele său denotă că este considerat o ființă cerească (de exemplu, Mihail, Rafael, Uriel). Prin urmare, i s-a spus Ezrael/Azrael. Scripturile ulterioare menționează, de asemenea, un scrib numit Salatiel, care a fost citat ca spunând: „eu, Salatiel, care sunt, de asemenea, Ezra”. Din nou, în funcție de anumite puncte de vedere ale spiritualității creștine, acest lucru ar putea fi văzut ca o influență angelică din partea lui Ezrael/Azrael asupra lui Salatiel.

## În islamism
Împreună cu Jibrail, Mīkhā'īl și Isrāfīl, Îngerul Morții, numit Azrail (عزائيل), este considerat de musulmani a fi unul dintre arhangheli. El și îngerii lui subordonați sunt responsabili pentru luarea din corp a sufletelor celor decedați. Azrail nu acționează în mod independent de Dumnezeu și face doar ceea ce i s-a poruncit să facă. Mai degrabă decât o reprezentare pur și simplă a  personificării morții, Azrail este descris în sursele islamice ca subordonat voinței lui Dumnezeu „cu cea mai profundă venerație”.
Mai multe tradițiile musulmane povestesc întâlniri între Îngerul Morții și profeți, cea mai faimosă fiind o conversație între Îngerul Morții și Moise.
Într-o poveste islamică, Idris s-a împrietenit cu îngerul morții. Idris i-a oferit mâncare, iar în consecință el i-a dezvpluit esența lui neumană, deoarece, fiind înger, el nu mănâncă. Mai târziu, îngerul morții i-a arătat cerurile.

## În sikhism
În cuvântul lui Baba Farid, existent în Guru Granth Sahib, Azrael (ਅਜ਼ਰੇਲ) este menționat metaforic ca forma antropomorfică a morții. Deoarece nu există conceptul de îngeri sau demoni în sikhism, referirea la Azrael are doar un sens poetic.